# John Heppell
John Heppell (né le 3 novembre 1948) est un homme politique du Parti travailliste britannique qui est député de Nottingham East de 1992 jusqu'à sa retraite aux élections générales de 2010. Il est vice-chambellan de la Maison de 2005 à 2007.

## Jeunesse
John Heppell est né à Newcastle upon Tyne et fait ses études à la Rutherford Grammar School (maintenant la Westgate Community School) à Fenham, puis au South East Northumberland Technical College à Wallsend et termine ses études au Ashington Technical College (maintenant appelé Northumberland College) sur College Road à Ashington. Il travaille pour le National Coal Board de 1964 en tant qu'ajusteur jusqu'à ce qu'il parte en 1970 pour travailler comme ajusteur à Nottingham. Il rejoint British Rail en 1975, à l'origine comme monteur diesel, devenant superviseur d'atelier en 1978 jusqu'à son départ en 1989.

## Carrière parlementaire
Heppell est élu conseiller du conseil du comté de Nottinghamshire en 1981, est chef adjoint pendant trois ans à partir de 1989, avant de se retirer du conseil en 1993. Il est élu à la Chambre des communes lors des élections générales de 1992 pour Nottingham Est en battant le député conservateur en exercice Michael Knowles par 7 680 voix et reste député jusqu'en 2010. Il prononce son premier discours le 11 mai 1992, dans lequel il rappelle que c'est dans sa circonscription de Sneinton que le fondateur de l'Armée du salut, William Booth, a lancé sa croisade contre la pauvreté au début du XIXe siècle.
Au Parlement, Heppell est nommé secrétaire parlementaire privé (PPS) du Leader de la Chambre des lords Ivor Richard en 1997 et devient le PPS du vice-premier ministre John Prescott en 1998. Il est membre du gouvernement de Tony Blair après les élections générales de 2001, lorsqu'il est nommé Lord Commissaire au Trésor et whip du gouvernement et est promu au sein du bureau des whips, devenant vice-chambellan de la maison après les élections générales de 2005. Il occupe cette fonction jusqu'en juin 2007.
Heppell est marié à Eileen Golding depuis 1974 et ils ont deux fils, une fille. Il avait des tatouages sur les articulations avec les mots « amour » et « haine », mais ils ont depuis été supprimés. Il est membre du Syndicat général, municipal, chaudronnier et assimilé après avoir démissionné du Syndicat national des travailleurs ferroviaires, maritimes et des transports en 2002. C'est un ornithologue passionné.
Le 26 mars 2010, Heppell annonce qu'il ne se représente pas aux élections générales de 2010 en raison du cancer du sein de sa femme.